# Anastasija Mikhajlovna af Rusland
Anastasija Mikhajlovna af Rusland (russisk: Анастасия Михайловна Романова tr. Anastasija Mikhajlovna Romanova ; (28. juli 1860 – 11. marts 1922), storfyrstinde af Rusland og gift storhertuginde af Mecklenburg-Schwerin.  Anastasija var datter af Mikael Nikolajevitj af Rusland og Olga Fjodorovna af Baden og barnebarn af kejser Nikolaj 1. af Rusland. Hun tilhørte slægten Romanov

## Ungdom
Storfyrstinde Anastasija af Rusland blev født den 28. juli 1860 i Petergof nær Sankt Petersborg i Det Russiske Kejserrige. Hun var den eneste datter af storfyrst Mikhail Nikolajevitj og storfyrstinde Olga Fjodorovna. Anastasija havde seks brødre, og som den eneste pige blev hun forkælet.
Da hun var to år gammel blev hendes far udpeget til guvernør over Kaukasus, og Anastasija tilbragte derfor store dele af sin barndom i Georgien. Ligesom sine brødre betragtede hun hele livet Kaukasus som sit egentlige hjem.

## Ægteskab og børn
Anastasija blev gift den 24. januar 1879 i Sankt Petersborg med den senere Storhertug Frederik Frans 3. af Mecklenburg-Schwerin, søn af Storhertug Frederik Frans 2. af Mecklenburg-Schwerin og Augusta af Reuss-Köstritz. De fik tre børn.

### Børn
- Alexandrine (1879–1952)

∞ 1898 Christian 10., Konge af Danmark (1870–1947)
- Frederik Frans 4. (1882–1945) - sidste storhertug af Mecklenburg-Schwerin 1897-1918

∞ 1904 Alexandra af Hannover (1882–1963)
- Cecilie (1886–1954)

∞ 1906 Wilhelm, Kronprins af Preussen (1882–1951)

## Senere liv
Anastasija fandt sig aldrig helt til rette i Mecklenburg-Schwerin, og hun var ikke afholdt af befolkningen. Frederik Frans led af et dårligt helbred og Anastasija brugte hans sygdom som undskyldning for at holde sig væk fra Schwerin. Storhertug Frederik Frans døde den 10. april 1897 i Cannes i en alder af bare 46 år. Hans pludselige død er omgærdet med nogen mystik, da det først blev rapporteret, at han havde begået selvmord ved at kaste sig ud fra en bro. Men ifølge den officielle beretning døde han i sin have, da han under et anfald af åndenød faldt ud over en lav mur.
I sin enkestand boede Anastasija det meste af året i Sydfrankrig. I 1902 fik hun et illegitimt barn med sin privatsekretær Vladimir Aleksandrovitj Paltov. Barnet fik navnet Alexis-Louis de Wenden. Under Første Verdenskrig besluttede hun at bosætte sig i det neutrale Schweiz og slog sig ned i Lausanne. Hun døde efter et slagtilfælde et par år senere.